# FlatOut: Head On
FlatOut: Head On es un videojuego de carreras desarrollado por Bugbear Entertainment y Six by Nine y publicado por Empire Interactive el 11 de marzo de 2008 en Norteamérica y el 20 de marzo en Europa. Es un port de FlatOut: Ultimate Carnage para PlayStation Portable.
FlatOut: Head On es una continuación del universo FlatOut con el mismo conjunto de conductores de FlatOut y FlatOut 2 junto con los mismos modos de juego.

## Jugabilidad
Existe el modo de campeonato tradicional en el que los jugadores compiten en una serie de eventos en un estilo de torneo, completando carreras para ganar puntos, al final del torneo se cuentan los puntos y si el jugador puede terminar en primer, segundo o tercer lugar en general, pueden desbloquear el próximo evento. También hay minijuegos, como lanzar al conductor en un juego de baloncesto, bolos y béisbol, por nombrar algunos.
También hay un modo fiesta en el que ocho jugadores que comparten una PSP pueden competir en una serie de acrobacias para ganar puntos y superarse entre sí. También hay capacidades en línea que utilizan Ad-hoc en una carrera única de 4 vías.